# Fairplains
Fairplains és una concentració de població designada pel cens dels Estats Units a l'estat de Carolina del Nord. Segons el cens del 2000 tenia 2.051 habitants.

## Demografia
Segons el cens del 2000, Fairplains tenia 2.051 habitants, 886 habitatges i 608 famílies. La densitat de població era de 186,3 habitants per km².
Dels 886 habitatges en un 26,3% hi vivien nens de menys de 18 anys, en un 52,7% hi vivien parelles casades, en un 10,9% dones solteres, i en un 31,3% no eren unitats familiars. En el 27,4% dels habitatges hi vivien persones soles l'11,5% de les quals corresponia a persones de 65 anys o més que vivien soles. El nombre mitjà de persones vivint en cada habitatge era de 2,31 i el nombre mitjà de persones que vivien en cada família era de 2,8.
Per edats la població es repartia de la següent manera: un 20,1% tenia menys de 18 anys, un 8,3% entre 18 i 24, un 28,8% entre 25 i 44, un 25,5% de 45 a 60 i un 17,4% 65 anys o més.
L'edat mediana era de 40 anys. Per cada 100 dones de 18 o més anys hi havia 92,4 homes.
La renda mediana per habitatge era de 28.563 $ i la renda mediana per família de 31.466 $. Els homes tenien una renda mediana de 26.103 $ mentre que les dones 21.295 $. La renda per capita de la població era de 14.972 $. Entorn del 13,5% de les famílies i el 18,8% de la població estaven per davall del llindar de pobresa.

## Poblacions més properes
El següent diagrama mostra les poblacions més properes.